# Comune di Haslev
Il comune di Haslev, fino al 1º gennaio 2007 è stato un comune danese situato nella contea della  Selandia Occidentale, il comune aveva una popolazione di 14 781 abitanti (2005).
Capoluogo era la cittadina omonima.
Dal 1º gennaio 2007, con l'entrata in vigore della riforma amministrativa, il comune è stato soppresso e accorpato ai comuni di Fakse e Rønnede per dare luogo al neo-costituito comune di Faxe compreso nella regione della Selandia.